# Sekundant

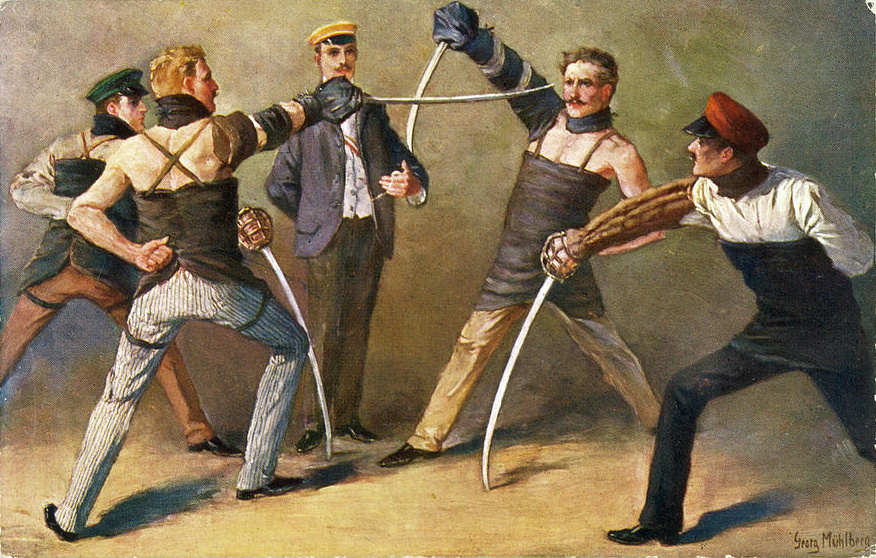
Sekundant

Sekundant är en person som assisterade vid en duell. Normalt sett hade varje duellant var sin sekundant. I duellernas barndom, på 1500-talet, var det dock inte ovanligt att sekundanterna själva deltog i duellen, de kunde också vara fler än en per duellant. Ganska snart fick dock sekundanterna en entydig roll som vittnen och domare. Deras huvudsakliga uppgift var då att se till att duellen gick rätt till.